# Autobahnkreuz Hannover-Ost
Das Autobahnkreuz Hannover-Ost (Abkürzung: AK Hannover-Ost; Kurzform: Kreuz Hannover-Ost) ist ein Autobahnkreuz in Niedersachsen in der Region Hannover. Hier kreuzen sich die Bundesautobahn 2 (Oberhausen – Hannover – Berlin) (Europastraße 30) und die Bundesautobahn 7 (Flensburg – Kassel – Füssen) (Europastraße 45).

## Geographie
Das Kreuz liegt auf dem Gebiet der Stadt Lehrte, die umliegenden Städte sind Isernhagen, Burgdorf und Hannover. Das Kreuz befindet sich 10 km nordöstlich von Hannovers Innenstadt, etwa 250 km westlich von Berlin und ca. 130 km südlich von Hamburg. Als wichtiger Verkehrsknotenpunkt verbindet das Kreuz Hannover-Ost eine große Ost-West-Verbindung (A 2; Niederlande – Polen) mit einer großen Nord-Süd-Verbindung (A 7; Dänemark – Österreich).
Auf der A 2 trägt das Kreuz die Anschlussstellennummer 48, auf der A 7 die Nummer 57.

## Umbau
Im März 2011 begannen umfangreiche Umbauarbeiten am Autobahnkreuz Hannover-Ost, um die bis dahin nur provisorischen Fahrstreifen der BAB 7 sechsstreifig mit Seitenstreifen nach Norm auszubauen, sowie die Verflechtungsbereiche zu vergrößern. Die Bauarbeiten dauerten bis zum 23. August 2013 an. Anschließend wurde mit dem Ausbau der A 2 bis AS Lehrte zur Seitenstreifenmitbenutzung bei Staugefahr und mit weiteren Arbeiten an den Deck- und Binderschichten der Haupt- und Überholfahrstreifen begonnen. Die Arbeiten wurden im Sommer 2014 abgeschlossen und kosteten insgesamt, mit den bereits 2011 bis 2013 ausgeführten Arbeiten, rund 32,7 Millionen Euro kosten. Die Seitenstreifen wurden in beiden Richtungen durch Anbau von zusätzlichen Nothaltebuchten bis Dezember 2016 in durchgehende Verflechtungsstreifen umgewandelt, sie können aber bei Bedarf (z. B. liegengebliebene Fahrzeuge) durch LED-Tafeln und Wechselverkehrszeichen an Verkehrszeichenbrücken gesperrt werden.

## Ausbauzustand und Bauform
Zurzeit ist die A 2 in diesem Bereich mit drei Fahrstreifen pro Richtung ausgestattet, die A 7 ebenfalls. Alle Überleitungen sind zweistreifig ausgeführt.
Das Autobahnkreuz ist als klassisches Kleeblatt angelegt.
Der Autobahnbereich des Kreuzes ist mit dynamischen Wegweiser-Anzeigen (DWiSta) versehen.

## Verkehrsaufkommen
Das Autobahnkreuz wird täglich von etwa 159.000 Fahrzeugen befahren und zählt damit zu den frequenzstärksten in Niedersachsen.
| Von                          | Nach                       | Durchschnittliche tägliche Verkehrsstärke | Durchschnittliche tägliche Verkehrsstärke | Durchschnittliche tägliche Verkehrsstärke | Anteil Schwerlastverkehr | Anteil Schwerlastverkehr | Anteil Schwerlastverkehr |
| Von                          | Nach                       | 2005                                      | 2010                                      | 2015                                      | 2005                     | 2010                     | 2015                     |
| ---------------------------- | -------------------------- | ----------------------------------------- | ----------------------------------------- | ----------------------------------------- | ------------------------ | ------------------------ | ------------------------ |
| AK Hannover-Buchholz (A 2)   | AK Hannover-Ost            | 80.700                                    | 83.400                                    | 87.000                                    | 17,1 %                   | 20,8 %                   | 20,3 %                   |
| AK Hannover-Ost              | AS Lehrte (A 2)            | 96.700                                    | 89.900                                    | 92.600                                    | 19,0 %                   | 24,2 %                   | 20,5 %                   |
| AK Hannover/Kirchhorst (A 7) | AK Hannover-Ost            | 58.700                                    | 58.100                                    | 69.500                                    | 16,5 %                   | 15,0 %                   | 17,9 %                   |
| AK Hannover-Ost              | AS Hannover-Anderten (A 7) | 63.300                                    | 61.900                                    | 68.300                                    | 14,3 %                   | 16,2 %                   | 16,3 %                   |